# Eduardo Espinoza
Eduardo Espinoza Larosa (ur. 9 stycznia 1934) – piłkarz boliwijski, obrońca, niekiedy pomocnik.
Espinoza w 1962 roku został graczem klubu 31 de Octubre La Paz. Jako piłkarz 31 de Octubre wziął udział w turnieju Copa América 1963, gdzie Boliwia zdobyła tytuł mistrza Ameryki Południowej. Espinoza zagrał w trzech meczach - z Ekwadorem, Kolumbią i Brazylią.